# Marc Weide

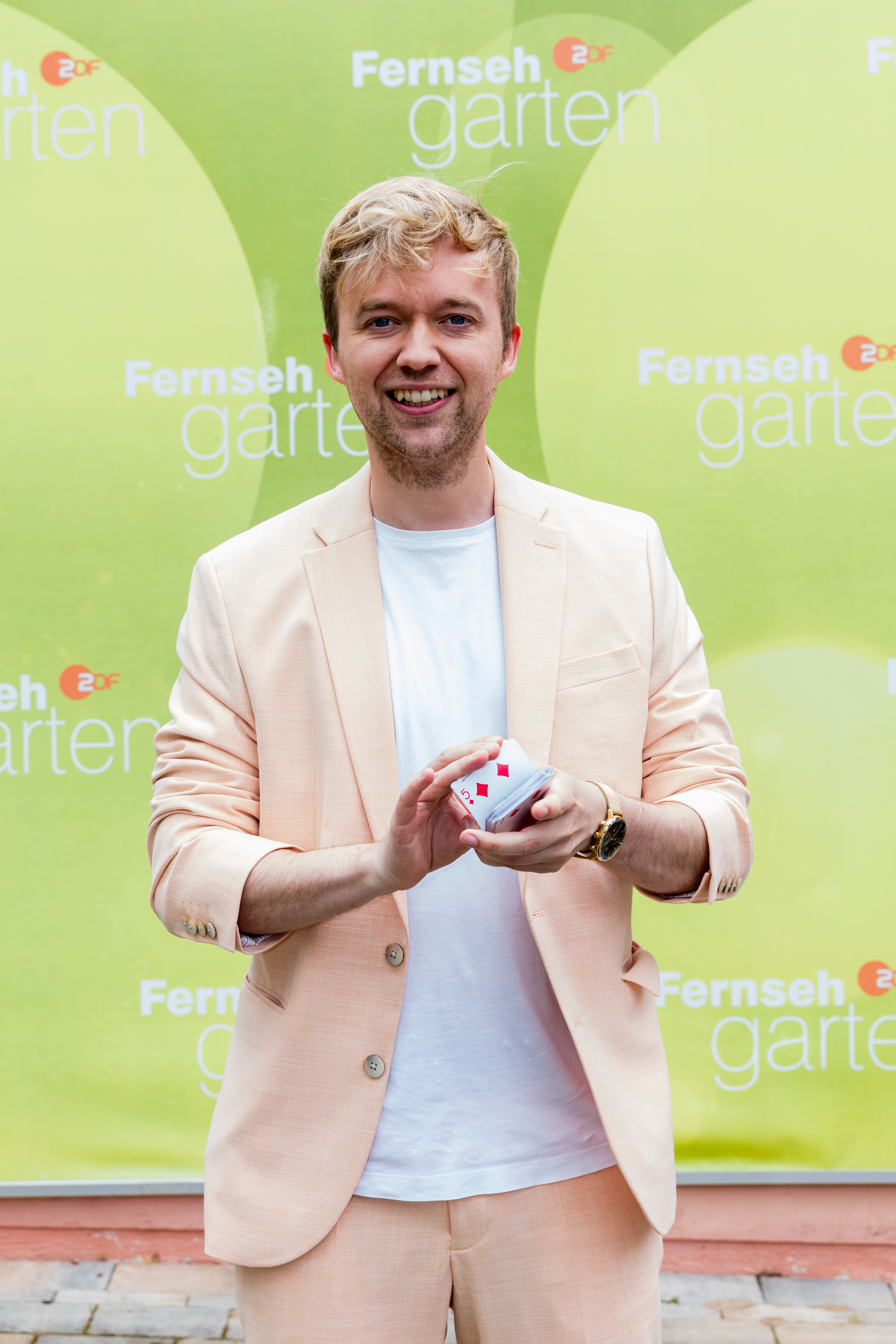
Marc Weide (2025)

Marc Weide (* 22. Mai 1991 in Wuppertal) ist ein deutscher Zauberkünstler, Entertainer und Fernsehmoderator.

## Leben und Werdegang
Marc Weide begann mit der Zauberei im Alter von 11 Jahren, nachdem er eine Zaubershow von David Copperfield besucht hatte, bei der er auf die Bühne geholt wurde. Seine ersten Auftritte absolvierte er bereits im Alter von 12 Jahren. Zwei Jahre später gewann er erste Kleinkunstpreise. Nach seinem Abschluss an der Gesamtschule Hagen-Haspe begann Marc Weide ein Studium in Bildungswissenschaften an der Fern-Uni Hagen. Er brach das Studium nach einem Semester wieder ab, um sich ausschließlich der Zauberkunst zu widmen.
Derzeit lebt Marc Weide in Berlin.
Im Jahr 2017 gewann er einen 2. Preis bei den Deutschen Meisterschaften der Zauberkunst (Sparte Parlour Magic) und konnte sich damit für die FISM-Weltmeisterschaft in Busan, Südkorea qualifizieren. Im Juli 2018 wurde Marc Weide „Weltmeister der Zauberkunst“ in der Sparte Parlour Magic, welche im deutschen als Salonmagie gilt. Parallel zu seiner Zauberkarriere moderierte Marc Weide von Mai bis Dezember 2018 das Morgenmagazin Live nach neun im Ersten.
Sein erstes Soloprogramm hieß Las Vegas kann mich mal!. Seit 2016 war er mit seinem zweiten Soloprogramm Hilfe, ich werde erwachsen! unterwegs. 2020 war er mit seinem Programm Kann man davon leben? auf Tour. Im September 2023 feierte sein Soloprogramm "Augenweide" Premiere.
2019 brachte er außerdem ein eigenes Kartenspiel mit dem Namen:,,Marc Weide Playing Cards" heraus.
Wöchentlich erscheinen neue Folgen seines Podcasts Not & Elend, den er gemeinsam mit Magier Alexander Straub betreibt. Die Idee dazu kam durch den ersten Corona-Lockdown 2020. Neben dem Podcast hat er im Corona-Lockdown auch sein Buch Weltmeister – Kann man davon leben? geschrieben und seine DVD Hilfe, ich werde erwachsen herausgebracht.

## Ehrungen und Auszeichnungen
- 2005: Förderpreis Theater Hagen
- 2007: Siegerpreis „Im Rampenlicht“
- 2008: Siegerpreis „Der große Talentino“
- 2015: 1. Platz des Abracadobra Zauber Slams[8]
- 2017: 1. Platz bei dem Merlin Zauberslam[9]
- 2017: 2. Platz bei den deutschen Meisterschaften der Zauberkunst[2]
- 2017: Jurypreis „Herborner Schlumpeweck“[10]
- 2018: 1. Platz bei den Weltmeisterschaften der Zauberkunst in der Sparte Parlour Magic[3]
- 2018: Magier des Jahres
- 2023: 1. Platz bei den Vorentscheidungen zur deutschen Meisterschaft der Zauberkunst
- 2024: Gewinner "Kleiner Hurz"
- 2024: 2. Platz bei den deutschen Meisterschaften der Zauberkunst
- 2025: Preisträger Grand Prix, Schweiz